# Kompleks Prometeusza
Kompleks Prometeusza – postawa mężczyzn polegająca na dążeniu do uzyskania przewagi nad własnym ojcem, np. w zakresie wiedzy, powodzenia u kobiet, zamożności czy pozycji społecznej. Nie należy go mylić z prometeizmem.
Mitycznym pierwowzorem jest tytan Prometeusz. Został ukarany przez Zeusa za to, że Atenie skradł mądrość, a z rydwanu Heliosa ogień i nauczył ludzi go używać. W sztuce symbol buntu przeciwko autorytetowi.